# 瓦列里克·格曼
瓦列里克·格曼（羅馬尼亞語：Valerică Găman，1989年2月25日—），罗马尼亚男子足球运动员，司职后卫。他曾代表罗马尼亚国家队参加2016年欧洲足球锦标赛，结果队伍止步小组赛阶段。